# Handeni (TC)
Handeni (TC) (Handeni Town Council, auch Handeni Mjini genannt) ist ein Distrikt im Nordosten von Tansania. Er ist Teil der Region Tanga und grenzt im Westen an den Distrikt Kilindi, sonst ist er vom Distrikt Handeni (DC) umschlossen. Das Verwaltungszentrum ist die Stadt Handeni.

## Geographie
Der Distrikt hat eine Fläche von 837 Quadratkilometer und 108.968 Einwohner (Volkszählung 2022). Das Land liegt großteils in einer Höhenlage zwischen 600 und 700 Metern über dem Meer, singuläre Gipfel sind höher. Der höchste davon liegt südöstlich der Stadt Handeni und ist über 1000 Meter hoch.
Das Klima in Handeni ist tropisch, Aw nach der effektiven Klimaklassifikation. Die Niederschläge von durchschnittlich 1270 Millimeter im Jahr fallen in allen Monaten. Am wenigsten regnet es mit jeweils rund 50 Millimeter in den Monaten von Juni bis September. Mehr als 150 Millimeter regnet es in den Monaten Dezember, März und April. Die Durchschnittstemperatur schwankt zwischen 20 Grad Celsius im Juli und 24,6 Grad im Februar.

## Geschichte
Die Einwohnerzahl stieg von 55.335 bei der Volkszählung 2002 auf 79.056 bei der Zählung 2012. Das entspricht einer Verdopplungszeit von weniger als 20 Jahren. Bis 2016 stieg die Bevölkerungszahl auf 86.434.

## Verwaltungsgliederung
Der Distrikt besteht aus dem einen Wahlkreis (Jimbo) Handeni Mjini und 12 Bezirken (Kata):
- Chanika
- Kideleko
- Konje
- Kwamagome
- Kwediyamba
- Kwenjugo
- Malezi
- Mabanda
- Mdoe
- Mlimani
- Msasa
- Vibaoni

## Einrichtungen und Dienstleistungen
- Bildung: Für die Schulbildung gibt es 35 Grundschulen und 10 weiterführende Schulen.[6]
- Gesundheit: Im Distrikt befinden sich ein Krankenhaus, ein Gesundheitszentrum und fünf Apotheken.[6]
- Wasser: Ein Viertel der Bevölkerung wurde mit sauberem Wasser versorgt (Stand 2012).[7]

| Im Jahr 2012 lebten 68 Prozent der Über-Zehnjährigen von der Landwirtschaft, 8 Prozent arbeiteten im Handel und in Dienstleistungsberufen, 7 Prozent waren Handwerker. - Ackerbau: Die wichtigsten Anbauprodukte sind Mais, Bohnen, Maniok, Erbsen und Bohnen. - Viehzucht: Am häufigsten wurden Geflügel, Ziegen und Rinder gehalten. - Straßen: Durch den Distrikt führen keine Nationalstraßen. Die Regionalstraßen nach Korogwe im Nordosten und zur Nationalstraße T2 im Südosten bei Mkata sind asphaltiert. | Die zur Anzeige dieser Grafik verwendete Erweiterung wurde dauerhaft deaktiviert. Wir arbeiten aktuell daran, diese und weitere betroffene Grafiken auf ein neues Format umzustellen. (Mehr dazu) |

## Politik
In den Stadtrat werden 17 Mitglieder gewählt, davon sind 4 spezielle Frauensitze. Vorsitzender ist Musa Mkombati.